# MUST DIE!
Lee Austin Bates, más conocido por su nombre artístico MUST DIE! es un productor y disc jockey de los géneros Dubstep y Drum & bass.

## Biografía
Lee nació en Houston, Texas, Lee ha hecho remixes para varios artistas de la escena electrónica. Con el respaldo de artistas como Skrillex, Datsik y SKisM. Actualmente es uno de los productores que conforman OWSLA, también estuvo en Firepower Records, Never Say Die Records, Play Me y Rottun Records.

## Discografía

### Álbumes & EP
| Título                               | Detalles                                                                                       | Lista de canciones |
| ------------------------------------ | ---------------------------------------------------------------------------------------------- | --- |
| Vines                                | - Lanzamiento: 9 de noviembre de 2012 - Discográfica: Dim Mak - Formato: Digital               | - Vines - Hold Me Now - Forever With You - Wheels Theme - Horse Shoes - Seriously, Guys - Find Me - Solace - Wheels Theme (No One Knows Remix) - Wheels Theme (Dirt Monkey Remix) - Wheels Theme (Dr. Bread Remix) - Wheels Theme (Konec Remix) |
| Sky Child EP                         | - Lanzamiento: 10 de diciembre de 2012 - Discográfica: Rottun Recordings - Formato: Digital    | - Sky Child - I'm So Sorry (feat. Natasha Fox) - Scorpion Dance |
| Live It Up                           | - Lanzamiento: 7 de enero de 2013 - Discográfica: Play Me Records - Formato: Digital           | - Live It Up (feat. Sue Cho) - Live It Up (Dub Mix) - Arcadia |
| Kawaii Killaz EP (with Taste Tester) | - Lanzamiento: 24 de enero de 2013 - Discográfica: N/A - Formato: Digital                      | - Kawaii (with Taste Tester) - Crystal Coconut (with Taste Tester) |
| WEIRD Vol. 1                         | - Lanzamiento: 2013 - Discográfica: N/A - Formato: Digital                                     | - Hyper Galaxy - Octopus - Bandwagon - Nobody - Werk - Tougher Than Most |
| Water Temple EP                      | - Lanzamiento: 2 de abril de 2013 - Discográfica: Dim Mak - Formato: Digital                   | - Water Temple - Charm Chain |
| Caffeine                             | - Released: 9 de abril de 2013 - Discográfica: Firepower Records - Formato: Digital            | - The Arena - Caffeine - Skull Kid - Wide World - Symmetry (feat. Terravita) - Nightwatch |
| Tokyo Police EP (with CRNKN)         | - Lanzamiento: 28 de mayo de 2013 - Digital: Smog Records - Formats: Digital                   | - Tokyo Police - The Palmtop Tiger |
| Fever Dream EP                       | - Lanzamiento: 8 de julio de 2013 - Discográfica: Never Say Die Records - Formato: Digital     | - Fever Dream (Part 1) - Snowcone - Payback (with Computer Club) - Multiple Exits (with Mantis) - Recovery Crystal - Hexadecimal (feat. Dr Bread) - Clankers Cavern (with AFK) (Bonus Track) - Death Stage (Bonus Track)                        |
| Fever Dream Pt. II                   | - Lanzamiento: 4 de noviembre de 2013 - Discográfica: Never Say Die Records - Formato: Digital | - Serpentine - Lazy - Glass Castle - Fever Dream (Part II) - Black Cat Shuffle (Bonus Track) - Turquoise (Bonus Track) |
| Death & Magic                        | - Lanzamiento: 30 de septiembre de 2014 - Discográfica: OWSLA - Formato: Digital Download      | - Gem Shards - Together - Zipper (feat. Datsik, Ragga Twins) - Filter System (feat. Descender) - Imprint (feat. Tkay Maidza) - Feathers - Hellcat - Project Ghost - Pay Me (feat. Mantis) - Star Throne                                         |
| Hellcat Remixes                      | - Lanzamiento: 4 de diciembre de 2014 - Discográfica: OWSLA - Formato: Digital                 | - Hellcat (Annix Remix) - Hellcat (Habstrakt Remix) - Hellcat (Snails Remix) - Hellcat (Alex Young Remix) |
| Common Drop (with Boyinaband)        | - Released: 25 de diciembre de 2014 - Formats: Digital                                         | - Lonely Woods - Kirby Twerk - Mario Brovvas - Eggmans April Trix - Megamagny - Big Frickin Room - Banjo Trappie - Dankey Kang - Banjambience - PokeRap                                                                                         |
| Imprint Remixes                      | - Lanzamiento: 7 de mayo de 2015 - Discográfica: OWSLA - Formato: Digital                      | - Imprint (Ape Drums Remix) - Imprint (Command Q Remix) - Imprint (Petey Clicks & Stranger Remix) - Imprint (Mark Instinct Remix) - Imprint (Descender Remix)                                                                                   |
| Neo Tokyo                            | - Lanzamiento: 24 de agosto de 2015 - Discográfica: Never Say Die Records - Formato: Digital   | - Onii-Chan - Neo Tokyo - Fan Service - EBI (Shrimp) |
| Hyper Future (with Eptic)            | - Lanzamiento: 6 de abril de 2017 - Discográfica: Never Say Die Records - Formato: Digital     | - Tactics - Underworld (Eptic Original Mix) - Ectoplasm (Gentlemens Club Remix) |

### Singles
| Año  | Título                                         | Discográfica          |
| ---- | ---------------------------------------------- | --------------------- |
| 2013 | Panic Attack (with ETC!ETC! feat. Anna Yvette) | -                     |
| 2013 | Rest Nest                                      | -                     |
| 2016 | Eden (with Habstrakt)                          | Never Say Die Records |
| 2016 | 2020 AD                                        | Never Say Die Records |

### Remixes
| Year | Title                       | Artista                                     | Release                                      | Label                 |
| ---- | --------------------------- | ------------------------------------------- | -------------------------------------------- | --------------------- |
| 2012 | WTF                         | Nerd Rage                                   | WTF                                          | Subhuman              |
| 2012 | Hit And Run                 | Breathe Carolina                            | N/A                                          | N/A                   |
| 2013 | Chronicles Of A Fallen Love | The Bloody Beetroots & Greta Svabo Bech     | Chronicles Of A Fallen Love - Remixes Part 1 | Ultra                 |
| 2013 | Take It To The Floor        | Taste Tester                                | Flexbox 360 EP                               | N/A                   |
| 2013 | Nothing To Say              | Dead C.A.T Bounce & Emily Underhill         | Nothing To Say EP                            | Tasty Records         |
| 2013 | Menace                      | Protohype & Kezwik                          | See No Evil                                  | Firepower Records     |
| 2013 | Dead On Arrival             | Evol Intent                                 | Dead On The Other Side                       | Evol Intent Records   |
| 2013 | The Drop                    | Bro Safari                                  | Released as a Free Download on Soundcloud    | N/A                   |
| 2013 | I'm Alive                   | Bourke & Vegas                              | Released as a Free Download on Soundcloud    | N/A                   |
| 2013 | Flames                      | Sawgood                                     | Toxic Flames                                 | Audiophile Live       |
| 2013 | Miskatonik                  | Carvar & Clock                              | Miskatonik                                   | Firepower Records     |
| 2013 | Release Me                  | Datsik                                      | Release Me Remixes                           | Firepower Records     |
| 2013 | Get Wild                    | Candyland                                   | Released as a Free Download on Soundcloud    | N/A                   |
| 2013 | Look Into The Light         | SPL featuring Auzriel                       | Look Into The Light                          | Play Me Too Records   |
| 2013 | Here To Stay                | Zomboy feat. Lady Chann                     | Never Say Die Fifty                          | Never Say Die Records |
| 2014 | Wild Out                    | Borgore featuring Waka Flocka Flame & Pagie | Wild Out (feat. Waka Flocka Flame & Pagie)   | Dim Mak               |
| 2014 | Chimbre (feat. Anna Yvette) | Bro Safari & UFO!                           | Released as a Free Download on Soundcloud    | N/A                   |
| 2014 | Brainbug                    | LAXX                                        | Step Two                                     | Never Say Die         |
| 2014 | Illegalities                | Hyper Crush                                 | Never Say Die, Vol. 3                        | Never Say Die         |
| 2014 | Wild                        | Snails & AntiSerum                          | Wild Remixes                                 | OWSLA                 |
| 2015 | Airborne                    | Zomboy                                      | Resurrected                                  | Never Say Die         |
| 2015 | Far Away                    | Feed Me & Kill The Noise                    | Far Away Remixes                             | Slow Roast Records    |
| 2016 | Emotional                   | Flux Pavilion & Matthew Koma                | Emotional Remixes                            | Circus Records        |
| 2016 | Habby9000                   | Habstrakt                                   | Never Say Die Vol. 4                         | Never Say Die Records |

### Otras apariciones
| Year | Title                                                  | Release                                   | Label                       |
| ---- | ------------------------------------------------------ | ----------------------------------------- | --------------------------- |
| 2013 | Win Or Lose (with Computer Club feat. Anna Yvette)     | Win Or Lose EP                            | Exploratory Recordings      |
| 2013 | Nothing Is Forever (with jACQ)                         | Released as a Free Download on SoundCloud | N/A                         |
| 2013 | Natasha's Lullaby                                      | Released as a Free Download on SoundCloud | N/A                         |
| 2013 | Z (with Eptic)                                         | Doom EP                                   | Never Say Die Records       |
| 2013 | Dovahkiin (with Mantis)                                | The Mantis Xmas Special                   | N/A                         |
| 2014 | Feline                                                 | Never Say Die Vol. 3                      | Never Say Die Records / AEI |
| 2014 | Culture (with Mantis)                                  | Never Say Die Vol. 3                      | Never Say Die Records / AEI |
| 2014 | Moving In Time (with Le Castle Vania ft. Mariana Bell) | Feels Like Fire EP                        | Always Never Records / AEI  |
| 2014 | Survivors (with Zomboy)                                | The Outbreak LP                           | Never Say Die Records       |
| 2014 | Mystic (with Descender)                                | Nestivus 2014                             | OWSLA                       |
| 2015 | Mega Gun (with Getter)                                 | Allegiance EP                             | OWSLA                       |
| 2015 | Ectoplasm (with Eptic)                                 | Immortal EP                               | Never Say Die Records       |
| 2016 | Animal Parade                                          | Never Say Die Vol. 4                      | Never Say Die Records       |
| 2016 | VIP's (with Skrillex)                                  | OWSLA Worldwide Broadcast                 | OWSLA                       |
| 2017 | Memory                                                 | Never Say Die One Hundred                 | Never Say Die Records       |